# 霍羅迪謝 (楚曼市鎮)
50°53′59″N 25°45′5″E / 50.89972°N 25.75139°E
霍羅迪謝（烏克蘭語：Городище），是烏克蘭西部沃倫州的村落，由盧茨克區之楚曼市鎮管轄，始建於1650年，面積3.56平方公里，海拔高度203米，2001年人口823，人口密度每平方公里231.44人。